# Montenegros damlandslag i basket

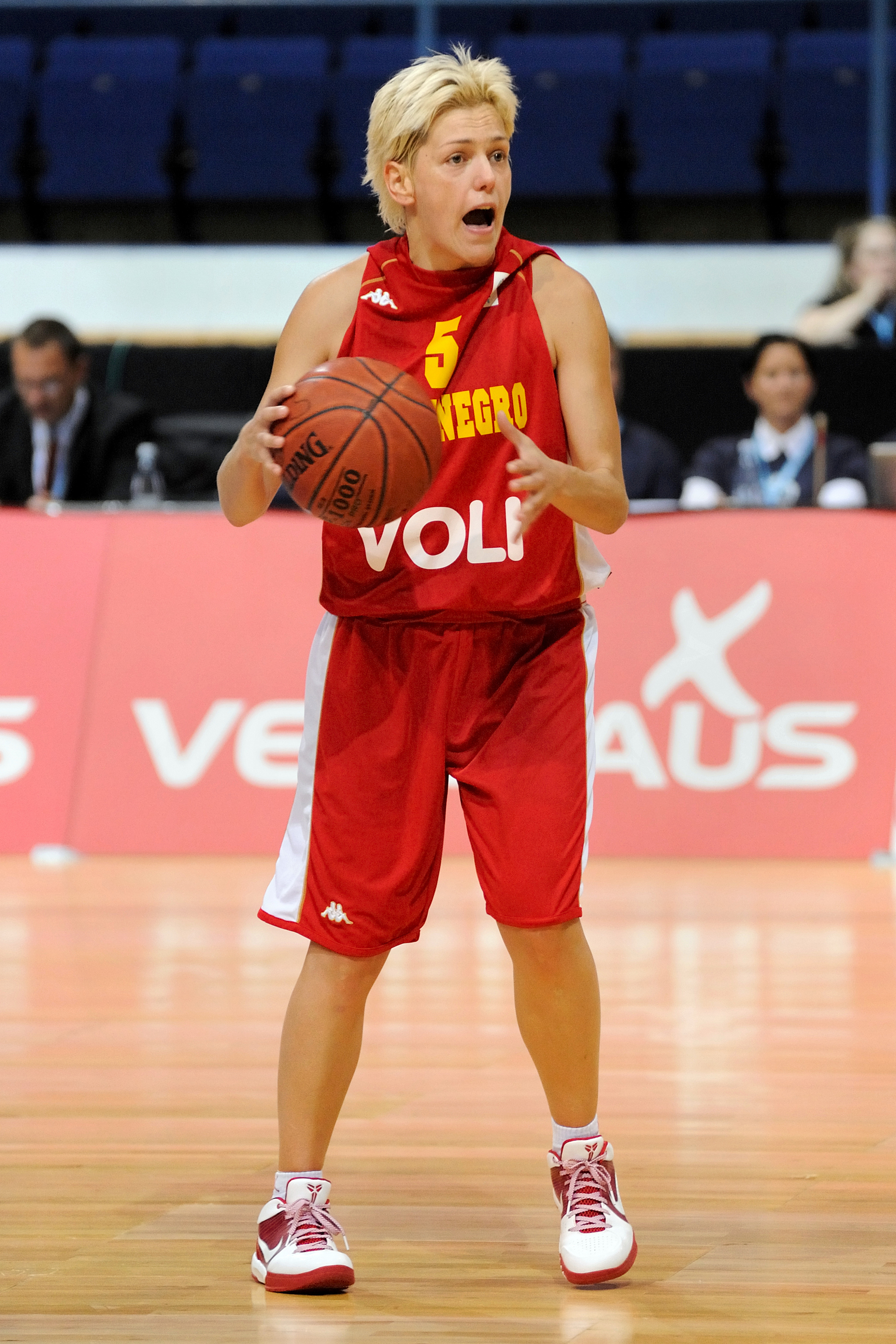
Montenegros Jelena Škerović i en match mot Finland i Esbo i augusti 2010.

Montenegros damlandslag i basket representerar Montenegro i basket på damsidan. Laget deltog i Europamästerskapet första gången 2011

### Fotnoter
1. ↑  Todor Krastev (11 mars 2011). ”Women Basketball European Championship 2011 Poland 18.06-03.07 - Winner Russia” (på engelska). Sport Statistics. Arkiverad från originalet den 20 september 2015. https://web.archive.org/web/20150920053431/http://todor66.com/basketball/Europe/Women_2011.html. Läst 17 juni 2015.